# Sizuoka Stadion
A Sizuoka Stadion ECOPA (japánul: 静岡スタジアム・エコパ) egy többfunkciós sportlétesítmény Sizuokában, Japánban. A 2002-es labdarúgó-világbajnokságon két csoportmérkőzést és egy negyeddöntőt rendeztek itt. Befogadóképessége: 50889 fő. Általában itt szokták játszani a sizuokai derbit a Júbilo Ivata és a Simizu S-Pulse párharcát. 

## Események

### 2002-es labdarúgó-világbajnokság
| Dátum            | Pályaválasztó | Eredmény | Vendég      | Forduló     |
| ---------------- | ------------- | -------- | ----------- | ----------- |
| 2002. június 11. | Kamerun       | 0 – 2    | Németország | E csoport   |
| 2002. június 14. | Belgium       | 3 – 2    | Oroszország | H csoport   |
| 2002. június 21. | Anglia        | 1 – 2    | Brazília    | Negyeddöntő |